# Вейн Бабич
Вейн Джозеф Бабич (англ. Wayne Joseph Babych, нар. 6 червня 1958, Едмонтон) — колишній канадський хокеїст українського походження, що грав на позиції правого нападника. Найбільші досягнення, як гравця, добивався в команді «Сент-Луїс Блюз», старший брат відомого канадського хокеїста Дейва Бабича.

## Ігрова кар'єра
Вейн Бабич, народився в українській канадській родині в Канаді. Хокей пізнав у рідному Едмонтоні, навчаючись азам гри, разом із братом в місцевих юнацьких командах. Уже юнаком вдало дебютував у хокейній юнацькій лізі Альберти, виступаючи за «Edmonton Mets», в 56 іграх закинув 20 шайб та відзначився 18 асистуваннями. Гру здібного розігруючого/центрального нападника підмітили тренери головної команди міста, і того ж року, 1974, запросили його на оглядини. У своїй першій грі за команду місцевих королів нафти, «Едмонтон Ойл-Кінгс», 15-річний юнак одразу ж відзначився голевим асистом, що сприяло його подальшій професійній кар'єрі в Західній хокейній лізі.
До 1976 року Вейн грав у рідному місті в головній його команді, створеній Білом Гантером (відомим спортивним директором, і засновником східної ліги та інших, місцевих хокейних аматорських та юнацьких ліг), якому належала ще одна команда в місті, тоді ще маловідома «Едмонтон Ойлерс». В середині 1970 років «нафтовиків» викупив місцевий молодий бізнес-магнат Петро Поклінтон (Peter Pocklington), тож довелося Біллу Гантеру другу свою команду (яку він залишив собі) перевозити до іншого міста — Портленда. Викупивши собі франшизу виступів в Східній хокейній лізі, Біл назвав команду «Portland Winter Hawks». Вейн Бабич залишився вірним Білу і, разом із багатьма едмонтонцями, перебрався в 1976 році до Портленда та став лідером команди (закидуючи за сезон по 50 шайб). А наприкінці 1978 року до стану «зимових яструбів» долучився його молодший брат — Дейв. Правда, разом їм не вдалося пограти довго. Незважаючи на вмовляння Білла Гантера, залишитися в Портленді (пограти ще разом із братом) та спробувати себе в іграх бейсбольної ліги «Montreal Expo's organization», Вейн ризикнув спробувати свої сили в головній хокейній лізі — НХЛ.
Власники американської команди «Сент-Луїс» звернули увагу на перспективного молодого гравця, тому в Драфті 1978 року (з числа аматорів) Вейна Бабича було обрано третім, після Боббі Сміта і Раяна Вальтера. Вейн вважався найперспективнішим і зірковим аматором року, якому вдалося закинути 50 шайб за сезон. А його досягнення 3 закинуті шайби за 25 секунд ніхто так і неперевершив. Хоча скаути і зваблювали братів до переходу в одну з команд Портленда (що грала в юначій лізі) та участю в іграх бейсбольної ліги «Montreal Expo's organization»
Подальші контракти:
- 9 жовтня 1984 року — перехід до Піттсбурга із Сент-Луїса ;

Початок сезону 1985—1986 років знову виявився невдалим для Вейна, тому власники Пітсбурга скористалися опцією обміну. І 20 жовтня 1985 року ветеран перебирається з Пітсбурга до Квебека (поближче до своєї домівки). Але і в Квебек Нордікс йому не вдалося заграти, лише 15 ігор, які не залишали жодної перспективи на майбутнє. Після невдалого початку сезону в Квебеку та суперечностями з тренером, який хотів вчергове змінити ігрову позицію Бабича та запроторив його до останньої, експериментальної ланки, власники клубу почали підшуковувати варіанти, щодо Вейна Бабича. Саме тоді й випала нагода обміняти досвідченого гравця на молодого Грега Мелоуна з «Гартфорд Вейлерс». 17 січня 1986 року офіційно відбувся обмін між клубами.
Ймовірно, що саме Вейн був ініціатором потрапляння до «китобоїв», адже туди, трохи раніше перевівся і його брат, Дейв. Саме так, наприкінці своєї ігрової кар'єри, братам Бабичам вдалося втілити свою мрію — пограти разом. Але, й цього разу, на заваді стали непоборні обставини. У вересні 1986 року, на передсезонних тренуваннях, він зазнав важкої травми — поріз й перелом на лівій нозі. Така важка травма не передбачала уже повернення до хокею, але бажання грати поруч брата та сила волі спонукали Вейна до неможливого: уже наприкінці сезону він відновився і навіть був повернутий до складу китобоїв, провівши 4 останні гри сезону. На цьому кар'єра професійного хокеїста, Вейна Бабича, дійшла кінця. Того ж 1987 року вийшов на пенсію, за станом здоров'я (інвалідності в НХЛ).
Вейн Бабич, як і його брат, запрошувався до збірної Канади з хокею. Так в сезоні 1977—1978 років він виступав за юнацьку команду WJC-A, закинувши 5 шайб і зробивши 5 голевих передачі в 6 іграх він вважався найкращим гравцем команди. Уже в наступному сезоні його було запрошено до молодіжної збірної країни WEC-A, за яку він провів 7 ігор (відзначився однією шайбою та 2 асистуваннями). Але в подальшому йому так і не довелося виступити за головну команду країни, на заваді ставали: як матчі плей-оф, так і травми гравця, а потім тренерські експерименти із зміною позиції, що й привело до спаду гри і це уже надовго виключило його зі списку кандидатів до збірної країни.
Водночас, хокейна статистика Вейна вражаюча, і вказує на його майстерність, адже в 519 іграх в НХЛ він здобув 438 пунктів (192 шайби та 246 асистувань) — що для крайнього нападника дуже хороші показники. А ще до того, граючи центрального нападника-розігруючого, в WCJHL він у 269 іграх здобув 348 пунктів (закинувши 151 шайбу і давши 197 голевих передач). Визнанням успіхів Бабича стали його участі в Матчах зірок WCJHL (сезони 1977 та 1978 років) та участь в 1981 році у грі усіх зірок NHL. В сезоні 1978-79 був номінантом Колдер Трофі, як один з найкращих новачків сезону в НХЛ.
По закінченню ігрової кар'єри, Вейн ще тривалий час виступав за команди ветеранів та опікувався юнацьким хокеєм, навіть був тренером юнацької команди «Southeast T-Birds» (сезон 1989—1990), яка виступала в юнацькій лізі Манітоби. Пізніше, Бабич відкрив свою спортивну школу, в якій навчав хокею місцевих дітей. Сім'я Бабичів живе в живе в Вінніпегу, що в Манітобі.

## Статистика
| Сезон      | Клуб                    | Ліга | Регулярна першість | Регулярна першість | Регулярна першість | Регулярна першість | Регулярна першість | Плей-оф | Плей-оф | Плей-оф | Плей-оф | Плей-оф |
| Сезон      | Клуб                    | Ліга | І                  | Г                  | П                  | О                  | ШХ                 | І       | Г       | П       | О       | ШХ      |
| ---------- | ----------------------- | ---- | ------------------ | ------------------ | ------------------ | ------------------ | ------------------ | ------- | ------- | ------- | ------- | ------- |
| 1973–74    | «Edmonton Oil Kings»    | WCHL | 1                  | 0                  | 0                  | 1                  | 0                  | —       | —       | —       | —       | —       |
| 1973–74    | «Edmonton Mets»         | AHL  | 56                 | 20                 | 18                 | 38                 | 68                 | —       | —       | —       | —       | —       |
| 1974–75    | «Edmonton Oil Kings»    | WCHL | 68                 | 19                 | 17                 | 36                 | 157                | —       | —       | —       | —       | —       |
| 1975–76    | «Edmonton Oil Kings»    | WCHL | 61                 | 32                 | 46                 | 78                 | 98                 | 5       | 2       | 1       | 3       | 23      |
| 1976–77    | «Portland Winter Hawks» | WCHL | 71                 | 50                 | 62                 | 112                | 76                 | 10      | 2       | 6       | 8       | 10      |
| 1977–78    | «Portland Winter Hawks» | WCHL | 68                 | 50                 | 71                 | 121                | 218                | 8       | 4       | 4       | 8       | 19      |
| 1978—79    | «Сент-Луїс Блюз»        | НХЛ  | 67                 | 27                 | 36                 | 63                 | 75                 | —       | —       | —       | —       | —       |
| 1979—80    | «Сент-Луїс Блюз»        | НХЛ  | 59                 | 26                 | 35                 | 61                 | 49                 | 3       | 1       | 2       | 3       | 2       |
| 1980–81    | «Сент-Луїс Блюз»        | НХЛ  | 78                 | 54                 | 42                 | 96                 | 93                 | 11      | 2       | 0       | 2       | 8       |
| 1981–82    | «Сент-Луїс Блюз»        | НХЛ  | 51                 | 19                 | 25                 | 44                 | 51                 | 7       | 5       | 2       | 5       | 8       |
| 1982–83    | «Сент-Луїс Блюз»        | НХЛ  | 71                 | 16                 | 23                 | 39                 | 62                 | —       | —       | —       | —       | —       |
| 1983–84    | «Сент-Луїс Блюз»        | НХЛ  | 70                 | 13                 | 29                 | 42                 | 52                 | 10      | 1       | 4       | 5       | 4       |
| 1984–85    | «Піттсбург Пінгвінс»    | НХЛ  | 65                 | 20                 | 34                 | 54                 | 35                 | —       | —       | —       | —       | —       |
| 1985–86    | «Піттсбург Пінгвінс»    | НХЛ  | 2                  | 0                  | 0                  | 0                  | 0                  | —       | —       | —       | —       | —       |
| 1985–86    | «Квебек Нордікс»        | НХЛ  | 15                 | 6                  | 5                  | 11                 | 18                 | —       | —       | —       | —       | —       |
| 1985–86    | «Гартфорд Вейлерс»      | НХЛ  | 37                 | 11                 | 17                 | 28                 | 59                 | 10      | 0       | 1       | 1       | 2       |
| 1986–87    | «Binghamton Whalers»    | АХЛ  | 78                 | 9                  | 33                 | 42                 | 35                 | 14      | 2       | 7       | 9       | 2       |
| 1986–87    | «Гартфорд Вейлерс»      | НХЛ  | 4                  | 0                  | 0                  | 0                  | 4                  | —       | —       | —       | —       | —       |
| 15 сезонів | Разом у НХЛ             |      | 519                | 192                | 246                | 438                | 498                | 41      | 7       | 9       | 16      | 24      |